# Giải vô địch cờ vua thế giới 1985

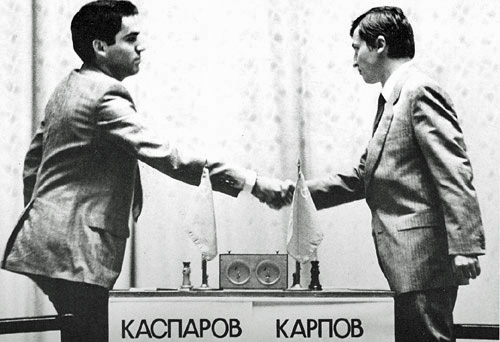
Kasparov và Karpov tại Giải vô địch cờ vua thế giới 1985

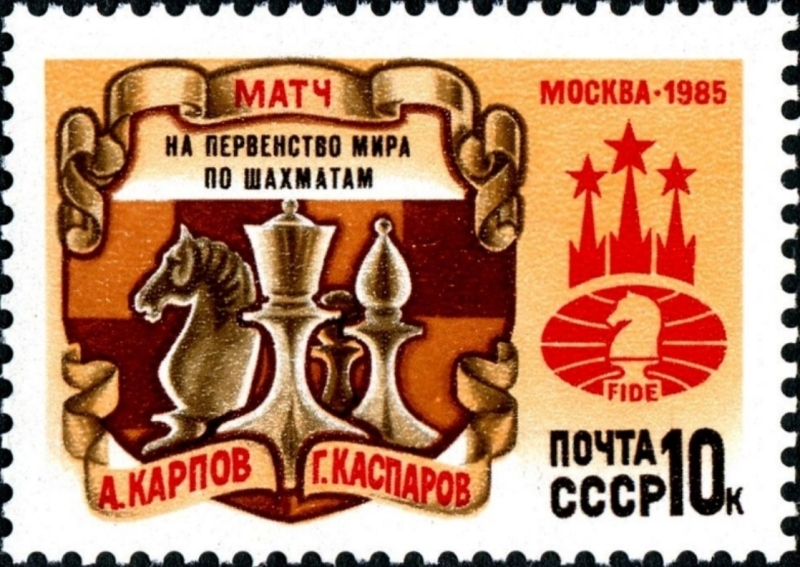
Một con tem của Liên Xô dành riêng cho Giải vô địch cờ vua thế giới 1985

Giải vô địch cờ vua thế giới năm 1985 được chơi giữa Anatoly Karpov và Garry Kasparov tại Moscow từ ngày 3 tháng 9 đến ngày 9 tháng 11 năm 1985. Kasparov đã chiến thắng, để trở thành nhà vô địch thế giới thứ mười ba và trẻ nhất ở tuổi 22.

## Bối cảnh
Thật khó để xem Giải vô địch cờ vua thế giới năm 1985 một cách cô lập, chỉ 7 tháng sau khi kết thúc rất gây tranh cãi về giải vô địch thế giới 1984 cũng giữa hai kỳ thủ này. Vào ngày 8 tháng 2 năm 1985, sau 48 trận đấu đã diễn ra được hơn 5 tháng, giải vô địch năm 1984 đã bị hủy bỏ mà không có kết quả, trở thành lần đầu tiên, và cho đến nay, chỉ có giải vô địch thế giới cờ vua duy nhất kết thúc theo cách này. Chính trị đã đưa ra một góc độ khác cho các cuộc gặp gỡ Kasparov-Karpov. Do bầu không khí chính trị thay đổi ở Nga vào thời điểm đó, các trận đấu thường được mô tả như một cuộc xung đột về ý thức hệ, giữa "nước Nga mới" được đại diện bởi Kasparov và Mikhail Gorbachev và "nước Nga cũ" do Karpov và những người Cộng sản như Leonid Brezhnev đại diện.

### Kỳ thủ
Vào thời điểm của trận đấu, Karpov có hệ số FIDE là 2720, trong khi Kasparov đứng sát phía sau với tỷ lệ 2700. Có sự khác biệt lớn về tuổi tác giữa hai người chơi, với Karpov (34) lớn hơn 12 tuổi.
Từ cuối trận đấu năm 1984 đến đầu trận đấu năm 1985, Kasparov đã chơi các trận đấu với Robert Hübner ở Đức, thắng ba trận và hòa ba, và trước Ulf Andersson ở Thụy Điển, thắng hai trận và hòa bốn.
Karpov cũng cho thấy anh vẫn có phong độ tốt khi chiến thắng giải đấu OHRA 1985 ở Amsterdam với 7/10, không thua một ván nào  và thắng bốn.
Như trong Giải vô địch cờ vua thế giới trước đây, mỗi kỳ thủ sử dụng những người chơi cờ khác như "phụ tá" để giúp chuẩn bị và phân tích các ván chơi bị hoãn. Những phụ tá của Karpov là Grandmasters Sergei Makarichev và Igor Zaitsev. Hỗ trợ khác được Efim Geller và Evgeni Vasiukov thực hiện. Những phụ tá của Kasparov là Grandmaster Josif Dorfman và Alexander Nikitin cùng với Gennadi Timoshchenko và Evgeny Vladimirov cũng giúp đỡ.

### Trận đấu
Giải vô địch năm 1985 đại diện cho sự khởi động lại của trận đấu bị ngừng. Do thời lượng cực đoan của trận đấu trước, FIDE đã đồng ý tại một cuộc họp ở Tunisia vào tháng 7 năm 1985 rằng chức vô địch được sắp xếp lại sẽ có độ dài cố định, được chơi là tốt nhất trong 24 ván. Nếu trận đấu kết thúc với tỷ số hòa 12-12, Karpov sẽ giữ lại danh hiệu của mình. Vì Karpov đã dẫn trước trong giải đấu vô địch năm 1984, anh cũng được cấp một trận tái đấu tự động nếu thua.
Các quy định chơi là mỗi người chơi phải thực hiện 40 nước đi trong 2 giờ 30 phút, với các ván được hoãn lại vào ngày hôm sau sau khi 40 nước đi được hoàn thành.
Địa điểm ưa thích của Kasparov là Leningrad và hồ sơ dự thầu cho trận đấu đã được nhận từ London và Marseille. Cuối cùng, với sự hậu thuẫn của Liên đoàn Cờ vua Liên Xô, FIDE đã chọn Phòng hòa nhạc Tchaikovsky của Moskva làm nơi tổ chức trận đấu.
Lễ khai mạc được tổ chức vào ngày 2 tháng 9, tại đó lễ bốc thăm đã được Kasparov thực hiện và giành chiến thắng. Điều này có nghĩa là anh sẽ được chơi quân trắng trong ván 1, bắt đầu vào ngày 3 tháng 9 năm 1985.